# Marc Prensky
Marc Prensky (New York, 15 marzo 1946) è uno scrittore statunitense, consulente e innovatore nel campo dell’educazione e dell’apprendimento.
È conosciuto come l'inventore e divulgatore dei termini nativo digitale e "immigrato digitale", che ha descritto in un articolo del 2001 su "On the Horizon" .
Prensky è laureato presso Oberlin College (1966), Yale University (1968) e la Business School di Harvard (1980). È l'autore di Digital Learning Game-Based (McGraw-Hill 2001), Don't Bother Me Mom - I'm Learning (Paragon House 2006), Teaching Digital Natives (Corwin Press 2010), From Digital Natives to Digital Wisdom: Hopeful Essays for 21st Century Learning (2012), BRAIN GAIN: Technology and the Quest for Digital Wisdom (2012, pubblicato in italiano nel 2013 con il titolo La Mente Aumentata – Dai nativi digitali alla saggezza digitale), e più di 60 saggi in materia di apprendimento e di educazione. Prensky è anche un designer di videogiochi di apprendimento e un noto esperto nell'uso di videogiochi nell'educazione.
Prensky ha iniziato la sua carriera come insegnante ad Harlem, New York, e ha insegnato a tutti i livelli, dalle elementari all'università. Inoltre è stato Corporate Strategist e Direttore Sviluppo Prodotto presso il Boston Consulting Group, e ha lavorato come technology executive a Wall Street.

## Focus e Ricerca
Il focus dell'attenzione professionale di Prensky è la riforma dell'istruzione primaria, in particolare supportando i docenti a cambiare la loro didattica in modi che siano più efficaci per gli studenti del XXI secolo e insistendo per un passaggio ad una pedagogia guidata dalla passione e basata su una metodologia problem-solving. Fautore di un ruolo più attivo degli alunni nel processo educativo, ha avviato in tutto il mondo dialoghi educatore-studente in merito al processo di insegnamento.
Prensky offre una prospettiva diversa sul processo di apprendimento, basato sulla premessa che i bambini di oggi stanno vivendo la vita e l'educazione in modo molto diverso rispetto alle generazioni passate. Egli spera che i bambini siano motivati attraverso la loro passione per la tecnologia attraverso giochi, internet e telefoni cellulari. Ritiene quindi che attraverso la tecnologia si possa essere in grado di coinvolgere maggiormente i bambini e di aiutarli ad amare l'apprendimento.
Prensky è stato apprezzato ospite in evidenza su FOX, PBS, NBC, BBC, MSNBC e diversi altri network media internazionali. È stato indicato come "stella polare del nuovo movimento della genitorialità" dalla Parental intelligence Newsletter. Molti educatori guardano al lavoro di Prensky come un modo innovativo e futuristico di insegnare ai nostri figli.

## Controversie
Alcuni scrittori hanno criticato le opinioni di Prensky come semplicistiche, sostenendo che la sua terminologia è discutibile e che la sua affermazione che gli educatori dovrebbero semplicemente modificare il loro approccio per soddisfare i giovani 'nativi digitali' ignora elementi essenziali della natura dell'apprendimento e della buona pedagogia. Questi autori sostengono che il ruolo dell'insegnante non è solo quello di fare ciò che gli studenti vogliono, ma anche di monitorarli, di correggerli e – soprattutto – di stimolarli: in quest'ottica le opinioni sulla pedagogia di Prensky sono viste come forse troppo unidimensionali.
Altri hanno messo in dubbio che la definizione di nativo digitale abbia qualche utilità reale. Prensky in effetti attualmente ritiene che sia giunto il momento di superare le ormai vecchie metafore di e di muoversi verso un nuovo obiettivo: quello della saggezza digitale (si vedano gli ultimi libri di Prensky 'From Digital Natives to Digital Wisdom' e La mente aumentata. Dai nativi digitali alla saggezza digitale'). 
Per quanto riguarda ciò che è semplicistico e ciò che è buona pedagogia, Prensky sostiene che i campi dell'istruzione e della pedagogia oggi siano diventati inutilmente troppo complicati, ignorando i bisogni reali dei nostri studenti (e del nostro mondo), e che sia tempo di rivalutare ciò che significa un buono ed efficace insegnamento nell'era digitale, e di mettere insieme ciò che è importante del passato con gli strumenti del futuro. Prensky sostiene che, nonostante i recenti influssi della tecnologia sulla scuola, non venga rivolta sufficiente attenzione alle implicazioni di tutti gli importanti recenti cambiamenti nel nostro ambiente e contesto educativo. Vedi, ad esempio http://www.marcprensky.com/blog/archives/2011_06.html.

## Libri
- BRAIN GAIN: Technology and the Quest for Digital Wisdom (versione italiana: La Mente Aumentata – Dai nativi digitali alla saggezza digitale, Erickson, 2013. ISBN 978-88-590-0454-7.)
- Don't Bother Me Mom, I'm Learning (versione italiana: Mamma non rompere, sto imparando!, Multiplayer Edizioni, 2008 ISBN 978-8889164402)
- Digital Game-Based Learning
- Teaching Digital Natives—Partnering for Real Learning
- From Digital Natives to Digital Wisdom: Hopeful Essays for 21st Century Learning